# Глейпнір
Глейпнір, глайпнір — в скандинавськії міфології, а саме в «Молодшій Едді», чарівний ланцюг, яким аси скували вовка-чудовисько Фенріра. В деяких переказах Глейпнір названий не ланцюгом, а путами.
Створенню Глейпніра передували дві невдалі спроби закувати Фенріра. Спочатку аси виготовили ланцюг Ледінг і запропонували Фенрірові його розірвати. Фенрір погодився й зумів це зробити. Потім вони зробили ланцюг Дром, вдвічі міцніший Ледінга, але Фенрір розірвав і його. Тоді Одін послав Скірніра, гінця Фейра, до гномів у країну чорних Альвів, які зробили ланцюг із шести, нібито неможливих, речей: шуму котячих кроків, жіночої бороди, коріння гір, ведмежих жил, риб'ячого дихання й пташиної слини. Через те, всього цього більше на світі не існує. Незважаючи на те, що Глейпнір був тонкий і м'який, як шовк, він міцніший за будь-який залізний ланцюг. На очах Фенріра аси демонстративно намагалися розірвати ланцюг, але безуспішно. Тоді вони почали пропонувати Фенрірові розірвати ланцюг, запевняючи, що він один зможе впоратися з цим. Якщо ж він не зможе розірвати ланцюг, то аси обіцяли його відпустити. Фенрір погодився лише за умови, що один з асів вкладе руку йому в пащу як гарантію того, що все буде без обману. Тюр вклав праву руку в пащу вовка. Вовк не зміг розірвати Глейпнір: що більше він рвався, то сильніше ланцюг врізався йому в тіло. Так був зв'язаний Фенрір, а Тюр позбувся правої руки.
Кінець ланцюга, названий Гельггя, просмикнули через кам'яну плиту Гйолль і прив'язали до каменя Твіті. Гйолль закопали глибоко в землю, а Твіті ще глибше. Щоб Фенрір нікого не зміг покусати, в його пащу вставили меч, вістря якого впирається в небо.
За переказами чарівний ланцюг порветься в день Рагнарок.